# Alter jüdischer Friedhof (Kołobrzeg)

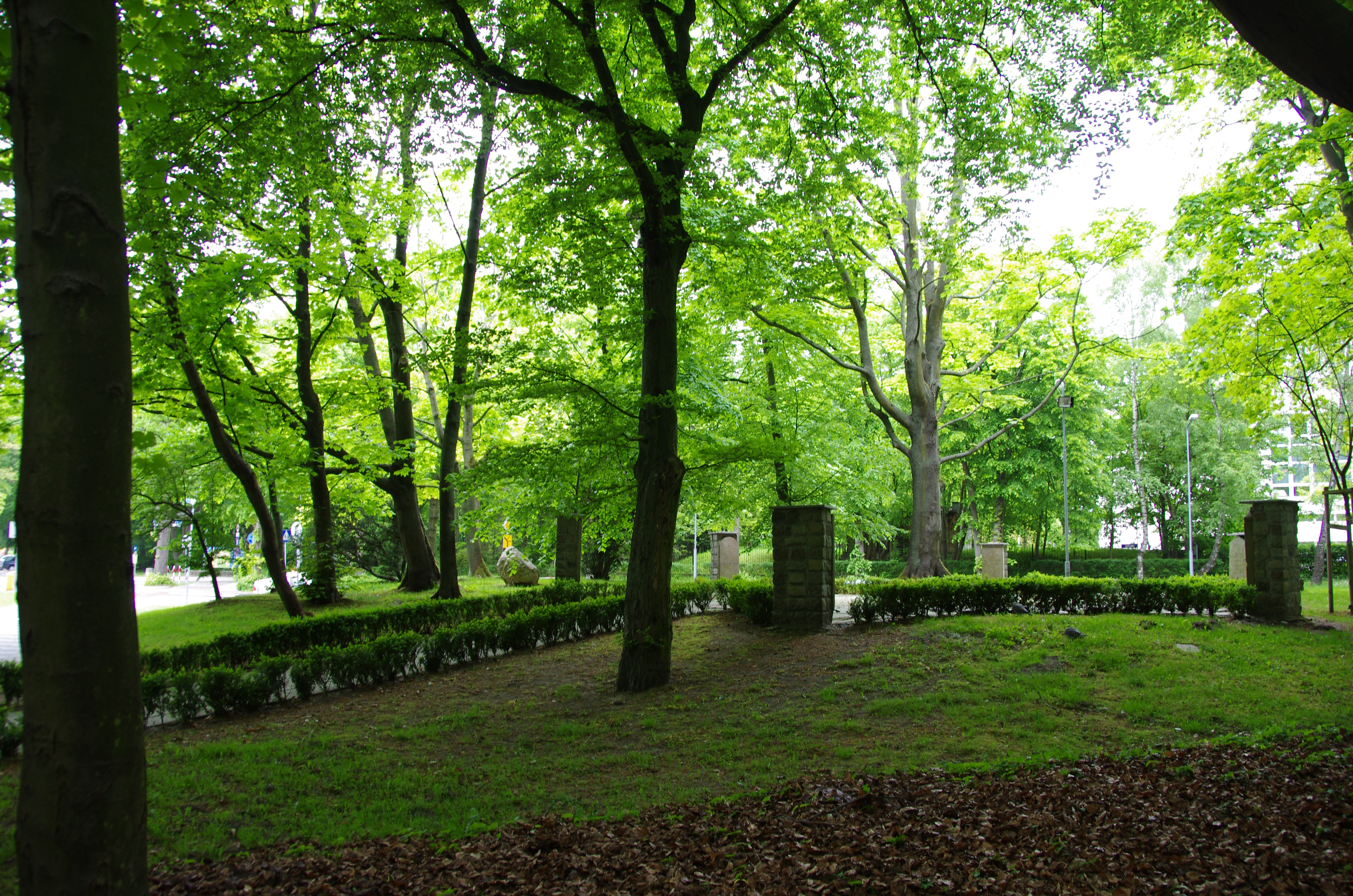
Gelände des jüdischen Friedhofs in Kolberg mit Gedenkstätte

Der Alte jüdische Friedhof in Kołobrzeg (deutsch Kolberg), einer polnischen Stadt in der Woiwodschaft Westpommern, wurde um 1815/1820 auf dem Münderfeld, dem späteren Theaterpark, angelegt. Nach dessen vollständigen Belegung wurde um 1885 der neue jüdische Friedhof am östlichen Stadtrand erworben.
Im Messtischblatt von 1880 (Preußische Landesaufnahme) ist der neuere Friedhof eingezeichnet (siehe Foto). Diese jüdischen Friedhöfe wurden mit „Begräbnisplatz“ und einem „L“ statt einem † in den Karten signiert. 

Neuer jüdischer Friedhof (Begräbnisplatz) in Kolberg 1880

Während der Zeit des Nationalsozialismus musste die Gemeinde ihren Friedhof am Stadtpark aufgeben. Während der nationalsozialistischen Herrschaft wurden die jüdischen Friedhöfe eingeebnet.
Heute kennzeichnen marmorne Grabtafeln die Stelle, an der sich ehemals der alte jüdische Friedhof befand. Auf Grund von Mitte der 1990er Jahre aufgefundenen Grabrelikten wurde im Jahr 2000 eine Gedenkstätte eingerichtet. 